# Adelanto, Kalifornien
Adelanto är en stad (city) i San Bernardino County, i delstaten Kalifornien, USA. Enligt United States Census Bureau har staden en folkmängd på 32 221 invånare (2011) och en landarea på 145 km².